# Pica-Syndrom
Als Pica oder Pica-Syndrom – nach lat.: pica (Elster) – wird eine seltene Essstörung bezeichnet, bei der Menschen Dinge zu sich nehmen, die allgemein als ungenießbar oder auch ekelerregend angesehen werden. Die ebenfalls übliche Bezeichnung Picazismus bzw. Pikazismus wurde früher für ungewöhnliche Essgelüste Schwangerer verwendet. Auch der Ausdruck Allotriophagie (von gr. allotrios ‚fremd‘ und phagein ‚essen‘) ist eine Bezeichnung für dieses Syndrom.
Beim Pica-Syndrom handelt es sich im Gegensatz zu Anorexie und Bulimie um keine „quantitative“, sondern um eine „qualitative“ Essstörung.

## Symptome und Beschwerden
Es werden Dinge gegessen, die nicht primär dem menschlichen Verzehr dienen, wie etwa Erde, Asche, Kalk, Lehm, Sand, Steine, Papier, Farbschnipsel oder Pflanzenteile. Die drei häufigsten Substanzen sind Erde, Stärke (sowohl Speisestärke als auch Wäschestärke) und (Wasser-)Eis. Manchmal werden auch Dinge verzehrt, die im Allgemeinen als ekelerregend gelten, wie etwa Exkremente, Staub und Abfall.
Der Schausteller und Rekordhalter Michel Lotito (* 15. Juni 1950 in Grenoble; † 17. April 2006) litt am Pica-Syndrom, ohne gesundheitlichen Schaden zu erleiden.

## Diagnosekriterien

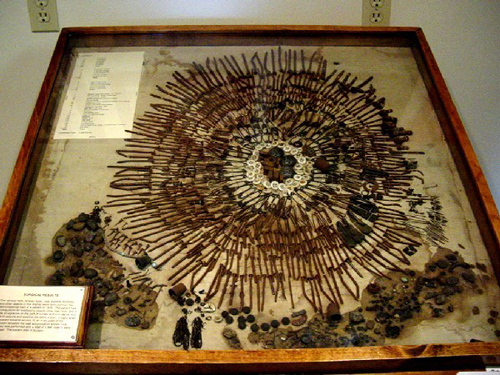
Geborgener Mageninhalt mit gegessenen Fremdkörpern wie Nägeln u. a.

Das Klassifikationssystem DSM-IV bezeichnet mit dem Eintrag 307.52 die Pica als eine Essstörung, bei der keine Lebensmittel, sondern andere Dinge verzehrt werden, und verzichtet auf eine weitere Zuordnung, verlangt aber die Erfüllung folgender Kriterien:
1. Substanzen ohne Nährwert werden für mindestens einen Monat zu sich genommen;
2. dies entspricht nicht einem altersgemäßen Entwicklungsstand (psychisch, geistig);
3. das Essverhalten entspricht keiner kulturbedingten Norm;
4. die Störung ist so schwerwiegend, dass sie eine besondere Beachtung erfordert (also auch bei gleichzeitig bestehenden anderen, in der Regel ursächlichen Störungen wie: Schizophrenie, kognitive Behinderung, extreme Verwahrlosung als Folge von Vernachlässigung und Misshandlung in der frühen Kindheit usw.)

Ausreichend schwerwiegend ist die Störung, wenn die verzehrten Objekte zu schweren gesundheitlichen Beeinträchtigungen wie Vergiftungen, Verletzungen oder mechanischen Beeinträchtigungen im Verdauungstrakt – wie einem Ileus (Darmverschluss) – führen oder es zu einer Unterernährung kommt.
Nicht um eine Pica handelt es sich, wenn beispielsweise spitze oder andere Gegenstände von Gefangenen alleine zum Zweck geschluckt werden, eine Behandlung und damit die Verlegung aus einer Strafvollzugsanstalt zu erzwingen (siehe dazu Selbstverletzung und Suizid).
Das Essen von Haaren (eine „Trichophagie“) wird vor allem bei einer Trichotillomanie beobachtet, die zu den Störungen der Impulskontrolle gezählt wird. Wenn die Trichotillomanie die Symptome des Essverhaltens vollständig erklärt und der Betroffene neben Haaren keine anderen ungenießbaren Dinge isst, wird das Pica-Syndrom nicht zusätzlich diagnostiziert. Trichotillomanie und Pica weisen jedoch viele Ähnlichkeiten auf.

## Ursachen
Als Ursache für das Pica-Syndrom wird eine neuropathologische Grundlage vermutet. Es betrifft relativ häufig geistig behinderte Menschen, Schizophrene, Schwangere und ansonsten gesunde Kinder. Demente, Autisten, Menschen mit anderen psychischen Erkrankungen und Verwahrloste leiden ebenfalls überdurchschnittlich oft unter dieser Essstörung.
Auch ein Mangelzustand kann im Extremfall zu einer Pica führen, zum Beispiel ein ausgeprägter Eisenmangel oder ein Mineralstoffmangel. Die Pica ist somit keine Erkrankung, die zweifelsfrei rein psychisch begründet ist, sondern kann auch somatische Ursachen haben.
Bereits in den 1980er Jahren wurden verschiedene psychosoziale Risikofaktoren für die Entstehung von Pica bei Kindern identifiziert. Dazu gehören Stressoren wie die Trennung der Eltern, Misshandlung (Schlagen) und verschiedene Formen von Vernachlässigung.

## Folgen und Komplikationen
Pikazismus kann schwerwiegende Folgen haben, zum Beispiel Verstopfung, Beschwerden des Verdauungstrakts (Ileus und andere Erkrankungen) und Vergiftungen durch giftige Pflanzen bzw. Pflanzenteile. Selbst der Verzehr von relativ „harmlosen“ Dingen wie Erde, Lehm oder Asche kann zu Infektionen führen. Lang anhaltender Pikazismus gilt als Fehlernährung und kann durch Unterernährung (etwa beim Erdeessen durch Bindung von Mineralstoffen) zu Eisenmangel und Vitaminmangel führen; dies ist besonders bei Schwangeren und Kindern schwerwiegend.

## Behandlung

### Chirurgische Entfernung von Objekten
Die operative Entfernung von verschluckten Objekten kann notwendig sein, da diese zu Schäden im Verdauungstrakt führen können. Wie häufig solche Eingriffe insgesamt sind, ist unklar. Ein forensischer Bericht verweist auf eine Studie von Decker (1993), in der eine Stichprobe von Menschen mit Entwicklungsverzögerung und Pica betrachtet wurde. Drei Viertel der Pica-Episoden machten in dieser speziellen Personengruppe chirurgische Eingriffe erforderlich, 11 % der Betroffenen starben an den Folgen.

### Verhaltenstherapie
Die Verhaltenstherapie stellt bei Pica eine im Allgemeinen wirksame Behandlungsmöglichkeit dar, wobei verschiedene behaviorale Verfahren zum Einsatz kommen können.

### Pharmakologische Behandlung
Erfolge mit Psychopharmaka beruhen lediglich auf Einzelfallstudien, systematische Untersuchungen fehlen. Eine Einzelfallstudie berichtet beispielsweise von der Behandlung eines jugendlichen Autisten mit Pica-Syndrom mithilfe von Aripiprazol, einem atypischen Antipsychotikum. Pica bessert sich bei psychotischen Menschen bei entsprechender Behandlung oft gemeinsam mit den psychotischen Symptomen. Allerdings wurden auch Fälle berichtet, in denen Pica erst nach der Einnahme von Antipsychotika (hier: Risperidon und Olanzapin) auftrat oder sich durch sie verschlechterte. Ebenfalls auf Einzelfallstudien beruhen Erfolge mit selektiven Serotonin-Wiederaufnahmehemmern, ADHS-Medikamenten und Baclofen.

### Sonstige Behandlung und Beaufsichtigung
Andere psychotherapeutische Maßnahmen können ebenfalls erwogen werden. Diese setzen zum Teil jedoch eine ausreichende Reflexionsfähigkeit des Betroffenen voraus. In einigen Fällen ist die Einnahme von Nahrungsergänzungsmitteln wie Eisenpräparaten indiziert. Ansonsten ist eine entsprechende Beaufsichtigung, bei Gefahr für das eigene Leben eine Unterbringung, notwendig.